# 敬哀賀皇后
敬哀賀皇后（けいあいがこうごう、? - 428年）は、北魏の太武帝の夫人（側室）。皇后に追尊された。本貫は代郡。

## 生涯
幼い頃に父兄を失い孤児として成長した。太武帝の後宮に入って夫人となり、太子拓跋晃を生んだ。428年（神䴥元年）、死去した。貴嬪の位を追贈され、雲中金陵に葬られた。
432年（延和元年）夏、「敬哀皇后」の諡号を贈られた。

## 伝記資料
- 『魏書』巻13 列伝第1
- 『北史』巻13 列伝第1